# Боткин, Сергей Сергеевич

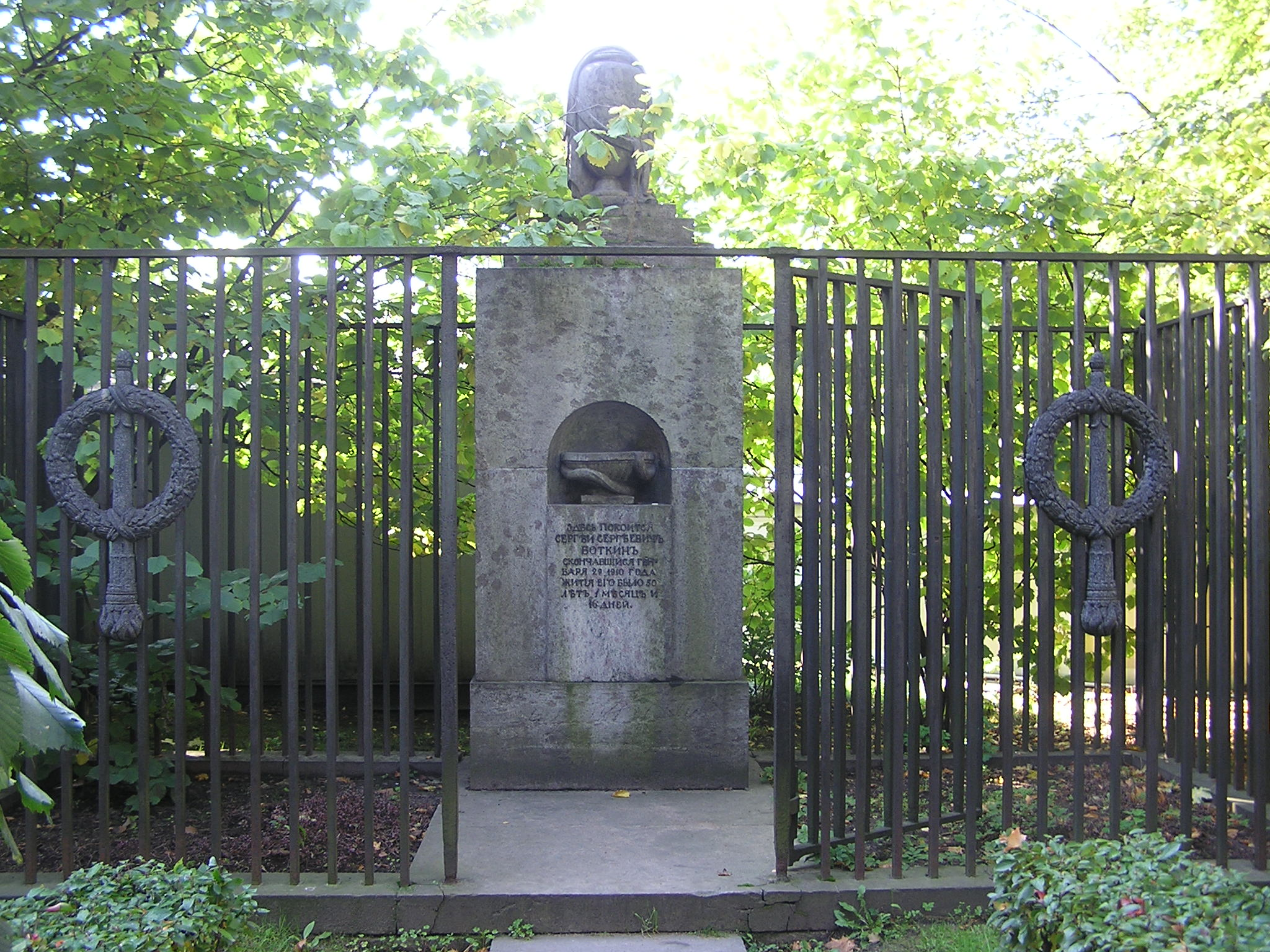
Могила С. С. Боткина на Некрополе мастеров искусств Александро-Невской лавры в Санкт-Петербурге

Серге́й Серге́евич Бо́ткин (13 [25] декабря 1859, Париж, Вторая французская империя — 29 января [11 февраля] 1910, Санкт-Петербург, Российская империя) — русский врач и коллекционер, старший сын Сергея Петровича Боткина.

## Биография
Сын Сергея Петровича Боткина от брака с Анастасией Александровной Крыловой (рано умерла). Братья — Александр (морской офицер); Пётр (21.08.1865 — 09.07.1933; дипломат), Евгений (1865—1918; лейб-медик) и Виктор.
Окончил курс в Санкт-Петербургском университете и поступил в Военно-медицинскую академию. Оставленный по конкурсу при академии, изучал клиническую медицину в клинике своего отца С. П. Боткина.
В 1898 году защитил диссертацию на тему: «Влияние солей рубидия и цезия на сердце и кровообращение в связи с законностью действия щелочных металлов».
В 1888—1892 годах совершенствовался в зарубежных университетах под руководством Реклингаузена, Флюгге, Коха, посещал клиники Лейдена, Наунина и Гергарда.
В 1892 году, по возвращении из-за границы, был избран заведующим отделением Городской барачной в память С. П. Боткина больницы и получил звание приват-доцента Военно-медицинской академии.
В 1896 году избран профессором по вновь учреждённой кафедре бактериологии и заразных болезней.
В 1898 году перешёл по назначению ординарным профессором академической терапевтической клиники, которой ранее руководил его отец. Принимал участие в русско-японской войне в качестве уполномоченного Красного Креста.
Был лейб-медиком императорской семьи.
В числе учеников С. С. Боткина — Г. П. Гладин, А. Я. Чарнецкий, И. А. Абрамович, И. П. Максимов, П. К. Родзевич, С. Т. Савельев, М. И. Аринкин, С. С. Зимницкий, А. Н. Ордуханов, К. Н. Финне, Б. А. Гужевский, В. К. Подобанский, К. Ф. Юргенсон, А. А. Архипов.
С. С. Боткин умер внезапно в 1910 году на 51-м году жизни от инсульта. Похоронен в Александро-Невской лавре на Тихвинском кладбище (западная часть); надгробие — гранитный пилон с урной в художественной ограде (проект Николая Лансере при участии Александра Бенуа) — установлено в 1913 году.

## Коллекционирование
Все Боткины были коллекционерами и собирали произведения искусства разных стран и народов. Бо́льшая часть их коллекций хранится ныне в государственных музеях России, особенно много — в Русском музее и Третьяковской галерее.
С. С. Боткин увлекался искусством и музыкой, обладал широтой познаний и вкусом, любил бывать в обществе. Основной средой общения для С. С. Боткина были мирискуссники, и для них он был совершенно необходимым человеком. Несмотря на то, что С. С. Боткин не был ни художником, ни критиком и не писал статьи по искусству, без него не обходилась ни одна выставка: для одних он предоставлял произведения из своей коллекции, другие — составлял сам. Каталоги начала XX века пестрели ссылками на собрание С. С. Боткина. Его знаменитый в то время дом на Потёмкинской, 9 называли «домом-музеем», так как он был наполнен всевозможными произведениями искусства — от древнеегипетской пластики, средневековой деревянной скульптуры, произведений елизаветинской, петровской и екатерининской эпох до работ начала XX века. Однако профессионально он занимался лишь коллекционированием русского рисунка — он собрал почти полную коллекцию акварелей и графики художников «Мира искусства», основанного А. Н. Бенуа и С. П. Дягилевым в конце 1890-х годов.
С. С. Боткин был избран непременным членом Академии художеств в 1905 году.

### Судьба коллекции
После смерти С. С. Боткина коллекция перешла под покровительство его вдовы, и она сохраняла её неприкосновенной вплоть до 1917 года, считая коллекцию безусловным детищем Сергея Сергеевича; в год Русской революции Александра Павловна передала коллекцию, как она предполагала, на временное хранение в Русский музей. В то время, на почве слухов о возможном немецком наступлении на Петроград, так поступали многие частные коллекционеры. Однако в результате национализации Александра Павловна не смогла получить коллекцию мужа обратно. Долгое время коллекция была «ничьей», пока в 1925 году власти не приняли окончательное решение о переводе коллекции в собственность музея.
С тех пор произведения из коллекции С. С. Боткина участвуют во многих выставках и воспроизводятся в художественных альбомах; карандашный портрет Полины Виардо, написанный Карлом Брюлловым, репинский портрет А. В. Жиркевича и портрет Анны Павловой кисти В. А. Серова стали узнаваемы и любимы многими ценителями русского искусства.

## Семья

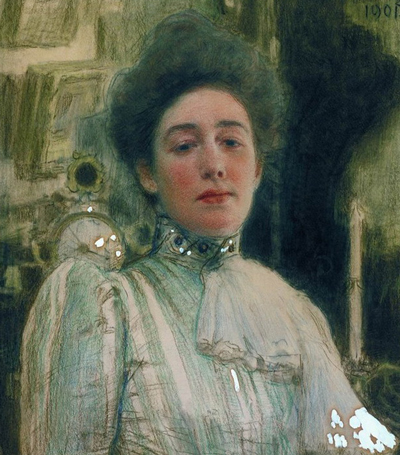
Александра Павловна на портрете И. Е. Репина (1901)

Когда С. С. Боткин получил диплом врача, его невестой стала 16-летняя Софья Крамская, дочь художника Ивана Крамского, друга семьи Боткиных, автора знаменитого портрета Сергея Петровича Боткина. После помолвки отец невесты написал парные портреты жениха и невесты. Однако чувства С. С. Боткина не выдержали испытания временем: он влюбился в Александру Третьякову. Помолвка с Софьей была расторгнута, но Софья, оставшаяся Крамской, и Александра, ставшая Боткиной, сохранили приятельские отношения на всю жизнь.
Жена — Александра Павловна Третьякова (1867—1959), дочь знаменитого П. М. Третьякова, создателя Третьяковской галереи. Была женщиной талантливой, тоже коллекционировала, увлекалась искусством фотографии. Автор альбома фотографий Серебряного века. Состояла членом Попечительского совета (Учёного совета?) Третьяковской галереи. Прожила долгую жизнь и умерла через столетие после дня рождения своего мужа. В браке имела двух дочерей. По словам А. Н. Бенуа, Александра Павловна «обожала свою старшую дочь Шуру и не скрывала своей антипатии к младшей — Тасе. Причиной этого, как говорили, было то, что после рождения первой дочери она страстно мечтала о сыне, и то разочарование, постигшее её, когда снова родилась девочка, вылилось в нелюбовь к ребёнку». Дети:
- Александра Сергеевна (1897—1985), знаменитая киноактриса и режиссёр.
- Анастасия Сергеевна (1898—1942), научный сотрудник Театрального музея; была замужем за коллекционером и издателем Фёдором Фёдоровичем Нотгафтом (1886—1942). После смерти бывшего мужа в блокаду покончила жизнь самоубийством[5][6].

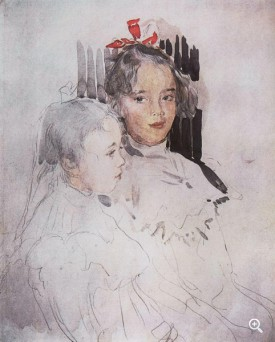
Портрет дочерей. В. А. Серов (1900)
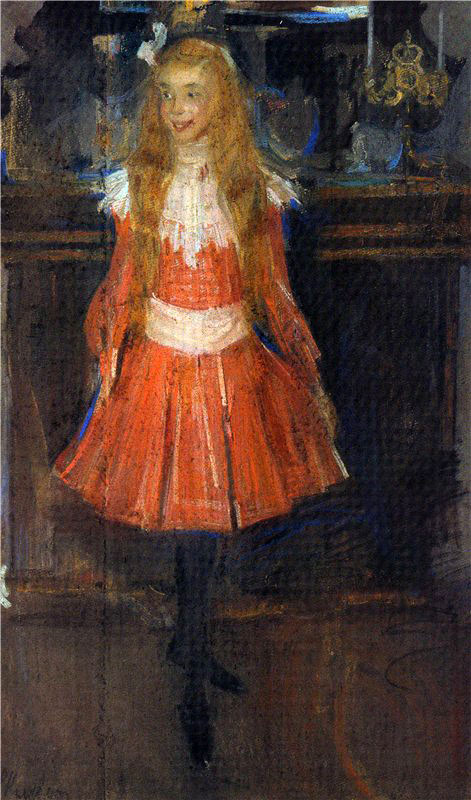
Лисичка. Портрет А. С. Боткиной. Ф. А. Малявин (1902)

## Дом С. С. Боткина (Потёмкинская ул., 9/62)
Этот дом в Санкт-Петербурге был перестроен в 1830-х годах, неоднократно перепродавался. В 1903 году участок перешёл С. С. Боткину. Для нового хозяина в 1903—1906 годах по проекту А. И. Дитриха здесь был построен новый особняк, по желанию заказчика — в стиле петровского барокко.
В доме Боткиных проживали их близкие друзья — семья Олив. Они также владели большой художественной коллекцией.
В 1918 году три квартиры в особняке Боткина были национализированы, здесь открыли музей. В начале 1921 года в квартирах Боткиных и Олив была открыта выставка XVIII века с картинами Робера, Буше, Левицкого, Щукина и других. В 1924 году музей был закрыт, имущество передано в Эрмитаж.